# Ash Crow
Ash Crow - Susumu Hirasawa Soundtracks for BERSERK (平沢進　ベルセルク　サウンドトラック集, Hirasawa Susumu Beruseruku Saundotorakku Shū) est un album musical de Susumu Hirasawa .

## Vue d'ensemble
Ash Crow contient une série de compositions écrites par Susumu Hirasawa pour les adaptations télévisées du manga Berserk .  Lié à l'adaptation télévisée de 2016, l'album comprend les deux chansons d'insertion créées à cet effet, la piste titre étant un arrangement alternatif inédit.  En plus de ceux-ci, l’album contient à la fois des versions originales de diverses pistes et des ré-enregistrements avec de nouveaux arrangements, ainsi que des mélanges instrumentaux de chansons récentes. 
Il contient les deux titres du single "Aria" de 2012.  La présence du single "Sign" marque la deuxième apparition du titre dans une compilation, après Music for Movies en 2007. 
"Aria", "Sign" et "Sign-3" ont des paroles écrites en "Hirasawan" (ヒラサワ語, Hirasawa-go)  , une langue créée par Hirasawa en mélangeant des éléments thaïlandais , allemand et latin. 

## Liste de piste
Toutes les chansons sont écrites et composées par Susumu Hirasawa..
| No  | Titre                                                                                    | Parution originale                                  | Durée |
| --- | ---------------------------------------------------------------------------------------- | --------------------------------------------------- | ----- |
| 1.  | Ashes (灰よ () Hai yo) (*)                                                               | Berserk, 2016                                       | 4:17  |
| 2.  | BERSERK-Forces 2016 (*)                                                                  | Sword-Wind Chronicle, 1997                          | 4:19  |
| 3.  | Aria                                                                                     | L'âge d'or, 2012                                    | 4:45  |
| 4.  | FORCES II                                                                                | Chapter of the Flowers of Oblivion/Guts' Rage, 1999 | 3:55  |
| 5.  | ZODDO II (instrumental)                                                                  | Chapter of the Flowers of Oblivion/Guts' Rage       | 3:14  |
| 6.  | Horde of Thistledown (冠毛種子の大群 () Kanmō Shushi no Taigun) (Large Chamber ver.) (*) | The Secret of The Flowers of Phenomenon, 2012       | 4:37  |
| 7.  | INDRA 2016 (*)                                                                           | Chapter of the Flowers of Oblivion/Guts' Rage       | 5:06  |
| 8.  | Ash Crow (*)                                                                             | Berserk                                             | 5:28  |
| 9.  | Sign                                                                                     | Chapter of the Holy Demon War, 2004                 | 4:10  |
| 10. | Sign-3 (*)                                                                               | Chapter of the Holy Demon War                       | 3:50  |
| 11. | Aria (Karaoke)                                                                           | L'Âge d'or                                          | 4:45  |
| 12. | Ashes (灰よ () Hai yo) (Karaoke) (*)                                                     | Berserk                                             | 4:17  |
| 13. | Ash Crow (Karaoke) (*)                                                                   | Berserk                                             | 5:28  |

Bien que n'étant pas spécifiquement écrit pour  Berserk , "La Horde de Thistledown" a été utilisé comme thème final de The Fallen Hawk (堕ちた鷹, Ochita Taka), émission télévisée spéciale de l'acteur de Skull Knight, Akio Ōtsuka, qui a résumé les événements des deux premiers films de l'arc de l'âge d'or.

## Personnel
- Susumu Hirasawa - Chant , Guitare , Clavier (instrument), Ordinateur personnel , Station de travail audio numérique , Synthétiseurs , Échantillonneur , Séquenceur , Programmation , Production
- Masanori Chinzei - Enregistrement , mixage , mastering
- Toshifumi Nakai - Conception
- Syotaro Takami - Traduction
- MARINE ENTERTAINMENT (ja) - Licensor (4-5)
- WAVEMASTER Inc  - Concédant de licence (9)